# Competencia de vuelo de globos

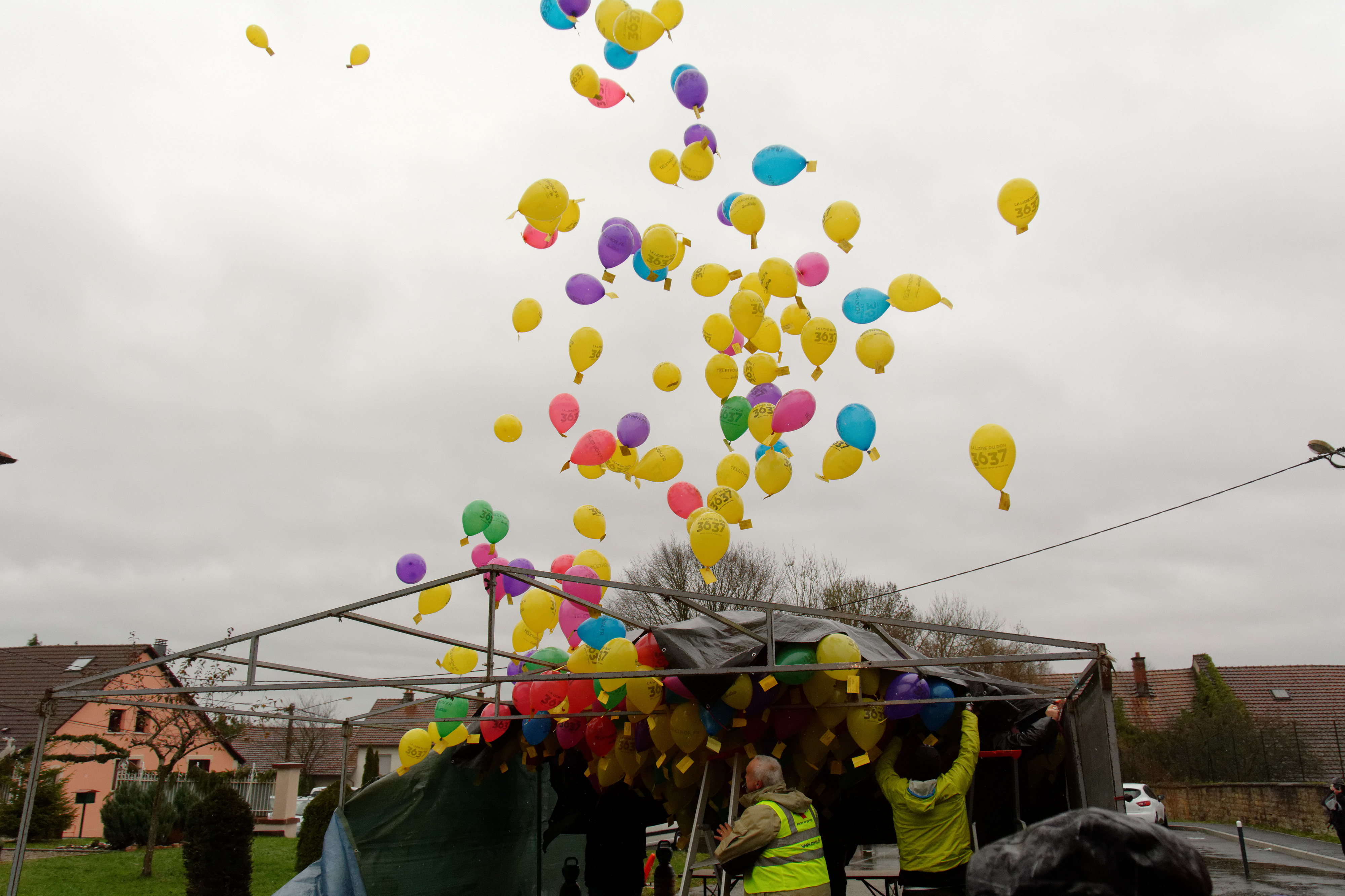
Una competencia de vuelo de globos, en Meroux Francia, 2015.

La competencia de vuelo de globos (llamada carrera de globos en algunos lugares), es una competencia donde los competidores intentan mandar globos lo más lejos posibles. Una tarjeta postal es adherida a cada globo inflado con hidrógeno o helio liberado al cielo.
El vuelo de los globos no puede ser modificado por los competidores. En cambio la victoria en la competencia es dependiente de las condiciones de viento y la ubicación del aterrizaje del globo. La competencia también depende de la buena voluntad de personas no relacionadas que regresen las tarjetas postales.
- Datos: Q805328
- Multimedia: Balloon releases / Q805328